# Biografický výzkum
Biografický výzkum je jednou ze základních metod kvalitativního výzkumu, užívanou především v sociologii a psychologii.
Biografií rozumíme napsanou historii jednoho života. Jde o rekonstrukci a interpretaci života jedince někým druhým (na rozdíl od autobiografie). Průběh života znamená posloupnost faktických událostí během života jedince.
Biografické zkoumání se někdy snaží srovnáním různých biografií nalézt podobnosti a vzorce životních drah a přispět k vysvětlení osobních nebo společenských fenoménů.

## Zaměření biografického výzkumu
Biografický výzkum se zaměřuje na :
- vnitřní perspektivy jedince
- interakce jedince v sociálním kontextu
- zkušenost jedince v různých rolích v průběhu různých okamžiků života

Biografický výzkum je výsledkem spolupráce mezi výzkumníkem a jedincem při analýze

## Zdroje pro biografický výzkum
K biografickému výzkumu se má používat materiál, který vznikl kontrolovaným způsobem, tzn. výzkumník zná celou historii materiálu. Nejčastěji je využívána forma rozhovoru, ale je možné využít metod dlouhodobého zkoumání. Při biografickém výzkumu se také využívají materiály jako jsou deníky, zápisníky, dopisy, soudní dokumenty apod. Může jej tvořit i sepsaná autobiografie nebo materiál napsaný jiným člověkem.

## Funkce biografického výzkumu
Funkcí biografického výzkumu ve společenských vědách je:
- testování teorií, hypotéz nebo tvrzení[zdroj⁠?!]
- interpretace společenských jevů
- dokumentace subjektivních prožitků institucionálních procesů
- analýza sociálně psychologických procesů
- expozice k názorům jednotlivých skupin